# Jørgen Hvidemose
Jørgen Hvidemose (født 12. maj 1940) er en dansk kommunalpolitiker og tidligere fodboldtræner, der i 1983 førte Lyngby BK til det danske mesterskab. Han vandt desuden Landspokalturneringen med Lyngby i 1984 og 1985.

## Karriere som træner
Jørgen Hvidemose slog igennem som træner i 1. division for AB som blot 30-årig i 1970. Klubben var kun et enkelt mål fra at vinde DM-guldet, som i stedet gik til B 1903 på sidste spilledag. I 1974 stod han i spidsen for Lyngby BK, da klubben rykkede op i 2. division, og i 1977 var han som træner med til at sikre Brøndby IF oprykning til 2. division. I alt nåede Jørgen Hvidemose i løbet af sin karriere at rykke op hele otte gange med en klub.
I 1981 vendte Jørgen Hvidemose tilbage som træner for Lyngby BK, og klubben vandt sølv i 1. division. To år senere vandt klubben sit første danske mesterskab, og Jørgen Hvidemose stod også i spidsen for holdet, da Lyngby BK vandt pokalfinalerne i både 1984 og 1985. I 1989 var han træner for KB, da klubben vandt 2. division.
I 1996 blev Jørgen Hvidemose landstræner for Danmarks kvindefodboldlandshold, der siden kvalificerede sig til EM-slutrunden 1997. I 1998 lykkedes det for kvindelandsholdet at kvalificere sig til VM 1999.

## Titler som træner
- Danmarksmesterskabet
  - Vinder (1): 1983
  - Sølv (3): 1970, 1981, 1985
  - Bronze (1): 1984

- Pokalturneringen
  - Vinder (2): 1984 & 1985

## Politik
I 1993 blev Jørgen Hvidemose valgt ind i byrådet i Ølstykke kommune for Socialdemokratiet. I 2005 blev han valgt til byrådet i Egedal Kommune, hvor han sad indtil 2013. Fra 2010 som løsgænger.